# Carmen Maria Machado
Carmen Maria Machado é uma autora de contos, ensaísta e crítica americana, frequentemente publicada nas revistas The New Yorker, Granta,  Lightspeed Magazine e em outras publicações. Sua coletânea de contos Her Body and Other Parties foi publicada em 2017. Finalista do National Book Award e do Nebula Award de Melhor Novelette, suas histórias foram reimpressas em Year’s Best Weird Fiction, Best American Science Fiction & Fantasy, Best Horror of the Year, The New Voices of Fantasy, e Best Women's Erotica. Machado vive na Filadélfia com sua esposa.

## Infância e educação
Carmen Maria Machado foi criada por seus pais em Allentown, uma hora ao norte da Filadélfia. Seu pai era filho de dois imigrantes, o pai dele, avô de Machado, tendo se mudado de Cuba para os Estados Unidos aos 18 anos. Ele trabalhou no Escritório de Patentes dos EUA e conheceu sua futura esposa quando ela emigrou para os EUA da Áustria após a Segunda Guerra Mundial .
Machado graduou-se com um MFA do Iowa Writers 'Workshop e recebeu bolsas e residências da Fundação Michener-Copernicus, da Fundação Elizabeth George, da Fundação CINTAS, da Speculative Literature Foundation, da Universidade de Iowa, da Yaddo Corporation, da Hedgebrook e da Millay Colony for the Arts. Machado também participou do Clarion Workshop, onde estudou com autores como Ted Chiang .
Machado diz que sua escrita foi influenciada por Ray Bradbury, Shirley Jackson, Angela Carter, Kelly Link, Helen Oyeyemi e Yōko Ogawa . Em particular, Machado diz que foi fortemente influenciada por Cem Anos de Solidão de Gabriel García Márquez, que ela ganhou de uma "professora de inglês perspicaz e maravilhosa " quando estava na 10ª série do ensino médio. .

## Carreira
Os contos, ensaios e críticas de Machado foram publicados em várias revistas, incluindo The New Yorker, Granta, The Paris Review, Tin House, Lightspeed Magazine, Guernica, AGNI, National Public Radio, Gulf Coast, Los Angeles Review of Books, Strange Horizons e outras publicações. Suas histórias também foram reimpressas em antologias como Year’s Best Dark Fantasy & Horror 2017, Year's Best Weird Fiction, Best American Science Fiction & Fantasy, Best Horror of the Year, and Best Women's Erotica . O conto de Machado "Horror Story", originalmente publicado na Granta em 2015, detalha a dificuldade de um casal lésbico em lidar com uma assombração em sua nova casa.
A ficção de Machado foi chamada de "estranha e sedutora",  também sendo dito que o "trabalho dela não tem apenas forma, toma forma". Sua ficção foi finalista do Nebula Award de Melhor Novelette, do Shirley Jackson Award, do Franz Kafka Award in Magic Realism, do storySouth Million Writers Award, e o Calvino Award do Programa de Escrita Criativa da Universidade de Louisville ; Além disso, uma análise feita pelo site Io9 indicou que, se não fosse a campanha de manipulação de votos do grupo Sad Puppies, Machado teria sido finalista do Prêmio John W. Campbell de Melhor Novo Escritor  em 2015.
Sua coleção de histórias, Her Body and Other Parties , foi publicada pela Graywolf Press em 2017. Em sua obra "Eight Bites", em paralelo às histórias baseadas em horror de Machado, uma mulher luta com seu peso e suas conseqüências assombrosas. Foi finalista de 2017 do National Book Award de ficção, venceu o prêmio John Leonard Award do National Book Critics Circle Award de 2017, e foi finalista do Prêmio Dylan Thomas de 2018. A coleção foi escolhida pelo canal FX e um programa de televisão está em desenvolvimento por Gina Welch.
Desde 2018 ela é a artista residente da Universidade da Pensilvânia.

## Obras selecionadas
- "Especially Heinous: 272 Views of Law & Order SVU"" (novela, The American Reader, maio de 2013)
- Her Body and Other Parties (no Brasil: O corpo dela e Outras Farras) (coleção de contos, Graywolf Press, 2017)
- In the Dream House: A Memoir (Graywolf Press, 2019)